# Antoni Girbau i Tarrs
Antoni Girbau i Tarrs (Terrassa, 1878 - Manresa, 1946) fou un pedagog, compositor i professor de solfeig i vocalització a l'Orfeó Manresà, entitat coral de la qual també en fou subdirector entre 1901 i 1906. Igualment, va dirigir el cor de Sant Josep de Manresa. Va compondre i arranjar ballables de l'època, a més d'algunes obre corals que es conserven en obres manuscrites a l'Arxiu Històric Comarcal de Tàrrega (Lleida) i a la Societat Coral de la Unió Manresana. Entre les seves obres cal citar La competidora, polka; Competidor, pasdoble, i Tot hermós, caramelles.